# Ceradenia setosa
Ceradenia setosa är en stensöteväxtart som beskrevs av M. Kessler och A. R. Sm. Ceradenia setosa ingår i släktet Ceradenia och familjen Polypodiaceae. Inga underarter finns listade.